# Burg Neuhaus (Igersheim)
Die Burg Neuhaus ist die Ruine einer Spornburg auf einem Bergsporn bei rund 329 Meter über Normalnull über dem Taubertal beim heutigen Wohnplatz Staatsdomäne Neuhaus der Gemeinde Igersheim im Main-Tauber-Kreis in Baden-Württemberg, umgeben vom Naturschutzgebiet „Neuhaus“.

## Geschichte
Die Burg wurde wahrscheinlich im 13. Jahrhundert errichtet (1281 erstmals urkundlich erwähnt) und befand sich im Besitz der Herren von Hohenlohe-Brauneck. Im Jahre 1320 kam sie als Lehen zum Bistum Würzburg und bildete mit den umliegenden Dörfern Althausen, Apfelbach, Bernsfelden, Harthausen, Igersheim, Markelsheim und Neuses das Deutschordensamt Neuhaus.
Während des Bauernkriegs und des Schmalkaldischen Krieges wurde die Burg zerstört und wieder aufgebaut. Von 1704 bis 1789 saß auf Neuhaus ein Amtmann (Justiz- und Verwaltungsbeamter) des Deutschen Ordens. 1789 verlegte dieser seinen Dienstsitz nach Igersheim. Ab 1792 wurde die Burg nach und nach abgebrochen.
Die Auflösung des Ordens durch Napoléon bedeutete gleichzeitig das Ende für das Deutschordensamt Neuhaus, zu dem Igersheim bis 1809 gehörte. Danach wurde die Burg Staatsbesitz und vom königlich-württembergischen Rentamt verwaltet. Auch als Gefängnis- und Folterburg war die Burg berüchtigt.

## Heutige Nutzung
Heute ist die Ruine in Landesbesitz und verpachtet. Die Vorburg wurde bis vor wenigen Jahren vor allem zur Pferdezucht (Trakehner) verwendet. Inzwischen ist hier eine Pferdepension.
Zudem findet eine Mittelaltergruppe für Schau- und Freikampf dort einen gemeinsamen Anlaufpunkt für ihr Training sowie für Mittelaltermärkte. Die Ruine der Kernburg ist frei zugänglich.